# Hagen (Overath)
Hagen ist ein Ortsteil von Marialinden in der Stadt Overath im Rheinisch-Bergischen Kreis in Nordrhein-Westfalen, Deutschland.

## Lage und Beschreibung
Der Ortsteil Hagen findet sich zwischen Landwehr und Federath an der Landesstraße 153. (Nicht zu verwechseln mit Hagen (Brombach).) Die nächsten Orte sind Lorkenhöhe, Krahwinkel und Hentgesnaaf. Weite Maisfelder und kultivierte Nadelbaum-Bestände bei wenig Einzelhausbebauung zeigen an, dass Hagen vorwiegend landwirtschaftlich genutzt wird. Die Gegend gehört zu den Feuchtgebieten und zählt naturräumlich zum Marialinder Riedelland, in denen – soweit es die Landwirtschaft zulässt – seltene Tiere und Pflanzen leben.

## Geschichte
Der Ort entstand erst in der zweiten Hälfte des 19. Jahrhunderts. Ab der Preußischen Neuaufnahme von 1896 ist der Ort auf Messtischblättern regelmäßig als Hagen verzeichnet.
Die Gemeinde- und Gutbezirksstatistik der Rheinprovinz führt Hagen 1871 mit einem Wohnhaus und vier Einwohnern auf. Im Gemeindelexikon für die Provinz Rheinland von 1888 werden für Hagen ein Wohnhaus mit fünf Einwohnern angegeben. 1895 besitzt der Ort ein Wohnhaus mit acht Einwohnern und gehört konfessionell zum katholischen Kirchspiel Marialinden, 1905 werden ein Wohnhaus und vier Einwohner angegeben.

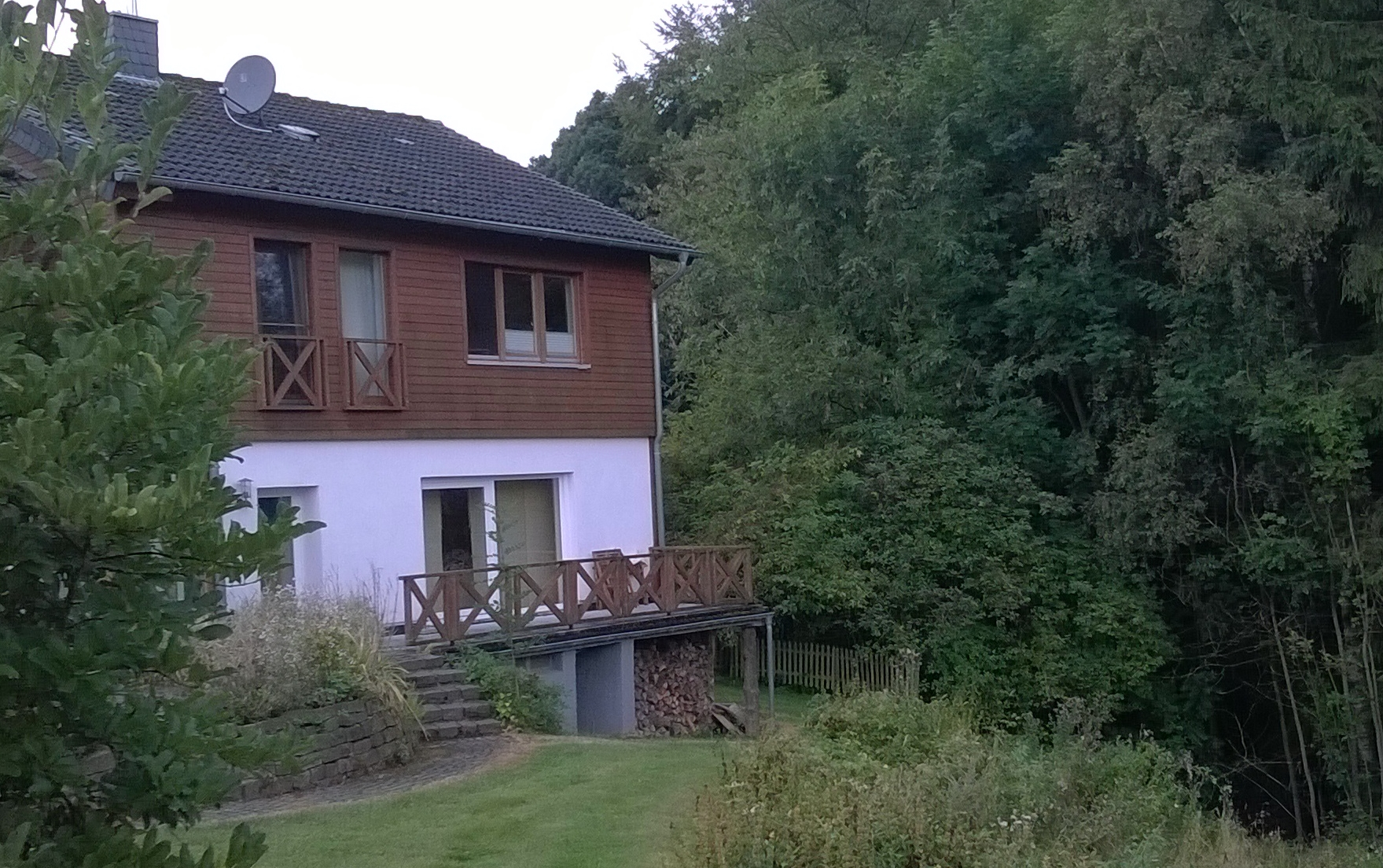
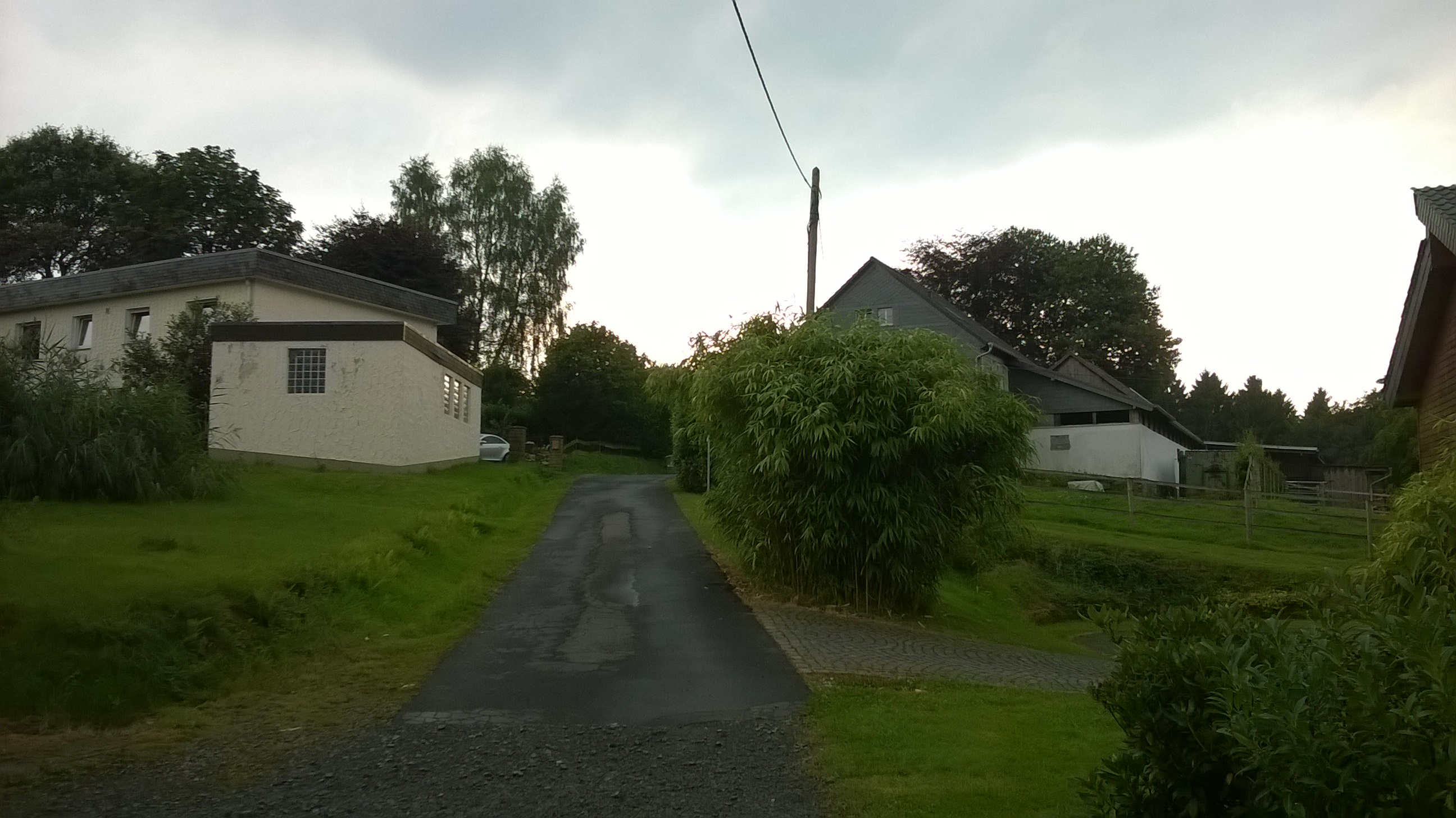
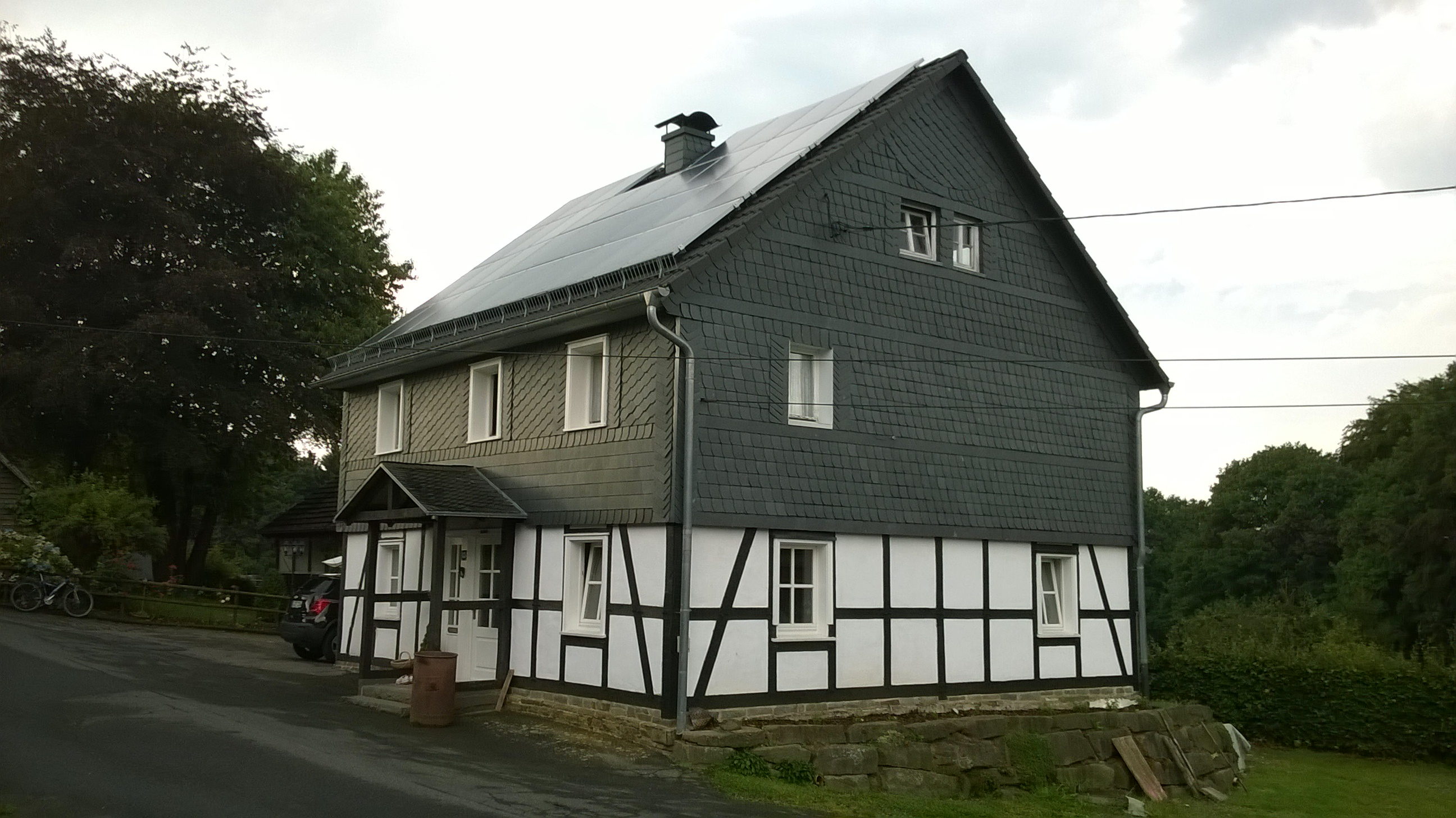
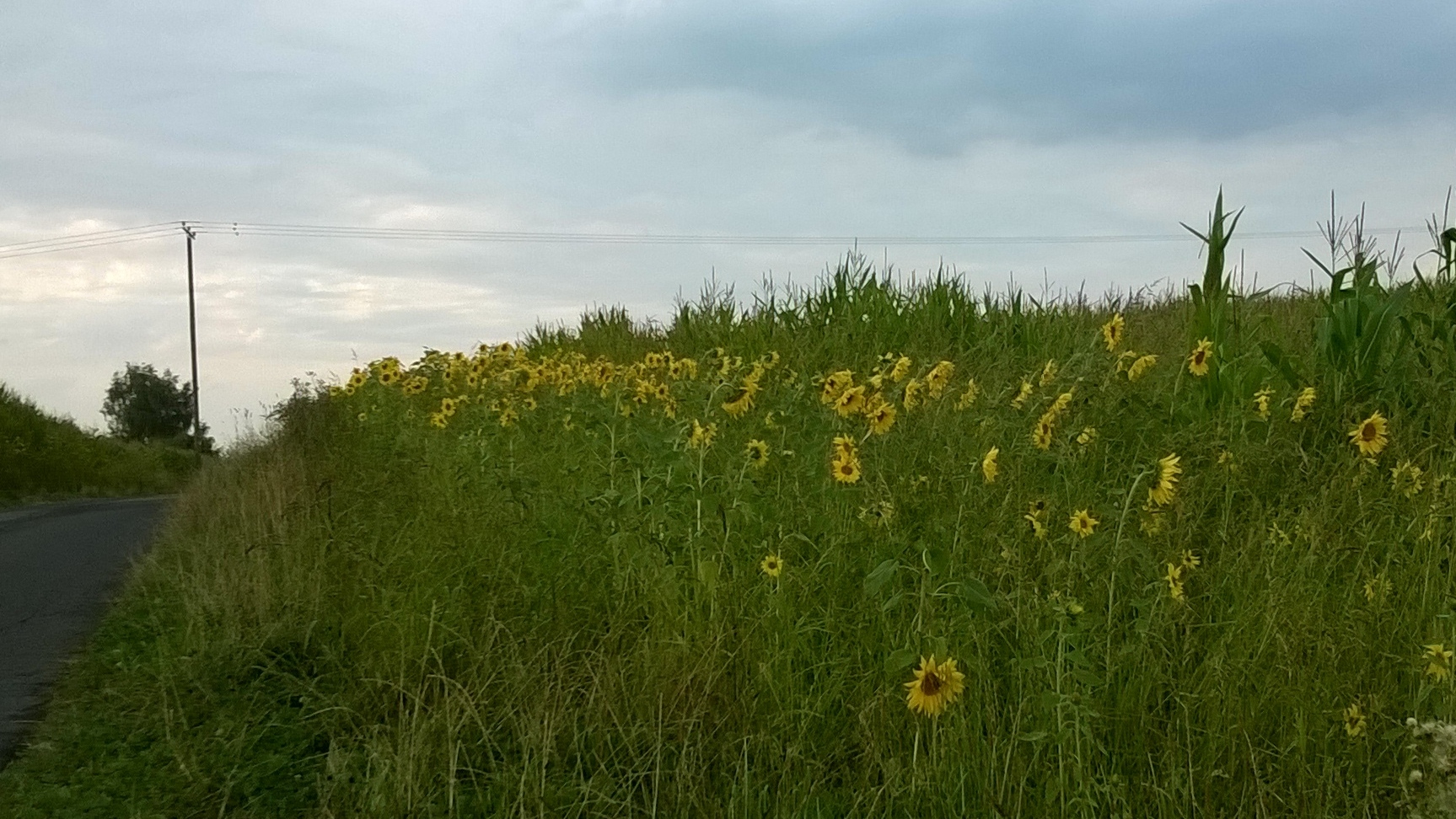